# Élections sénatoriales françaises de 1921
Les élections sénatoriales françaises de 1921 se déroulent le 9 janvier 1921 et ont pour but de renouveler la série A du Sénat.

## Résultats

### Sièges par tendances
| Tendances politiques | Tendances politiques      | Sièges sortants | Sièges obtenus | Sièges totaux | Tendances politiques             | Tendances politiques   | Sièges sortants | Sièges obtenus | Sièges totaux |
| -------------------- | ------------------------- | --------------- | -------------- | ------------- | -------------------------------- | ---------------------- | --------------- | -------------- | ------------- |
|                      | Bloc national républicain | 21              | 16             | 99            |                                  | Conservateurs          | 8               | 3              | 28            |
|                      | Bloc national républicain | 21              | 16             | 99            | Républicains progressistes       | 13                     | 13              | 71             |               |
|                      | Gauches                   | 76              | 81             | 210           |                                  | Républicains de gauche | 24              | 26             | 65            |
|                      | Gauches                   | 76              | 81             | 210           | Radicaux indépendants            |                        | 24              | 26             | 65            |
|                      | Gauches                   | 76              | 81             | 210           | Radicaux et radicaux-socialistes | 48                     | 44              | 131            |               |
|                      | Gauches                   | 76              | 81             | 210           | Socialistes                      | 4                      | 11              | 14             |               |
| Total                | Total                     | 98              | 98             | 315           |                                  |                        | 98              | 98             | 315           |

### Sièges par groupe
|                        |                                                                           |        |        |        |        |        |
| Groupes parlementaires | Groupes parlementaires                                                    | Sièges | Sièges | Sièges | Sièges | Sièges |
|                        | Groupe de la Gauche Démocratique, Radicale et Radicale-Socialiste (GDRRS) | 158    |        |        |        |        |
|                        | Groupe de l'Union Républicaine (UR)                                       | 102    |        |        |        |        |
|                        | Groupe de Gauche Républicaine (GR)                                        | 38     |        |        |        |        |
|                        | Groupe de la Droite (DR)                                                  | 12     |        |        |        |        |
|                        | Indépendants ou Non-inscrits                                              | 4      |        |        |        |        |
|                        |                                                                           |        |        |        |        |        |
| Total                  | Total                                                                     | 315    |        |        |        |        |